# Cratere Giulio Cesare
Giulio Cesare, o secondo la denominazione ufficiale Julius Caesar, è un cratere lunare di 84,72 km situato nella parte nord-orientale della faccia visibile della Luna, ad ovest del Mare Tranquillitatis e immediatamente a sudest del cratere Manilio sul Mare Vaporum. Verso est giace il cerchio del cratere Sosigenes.

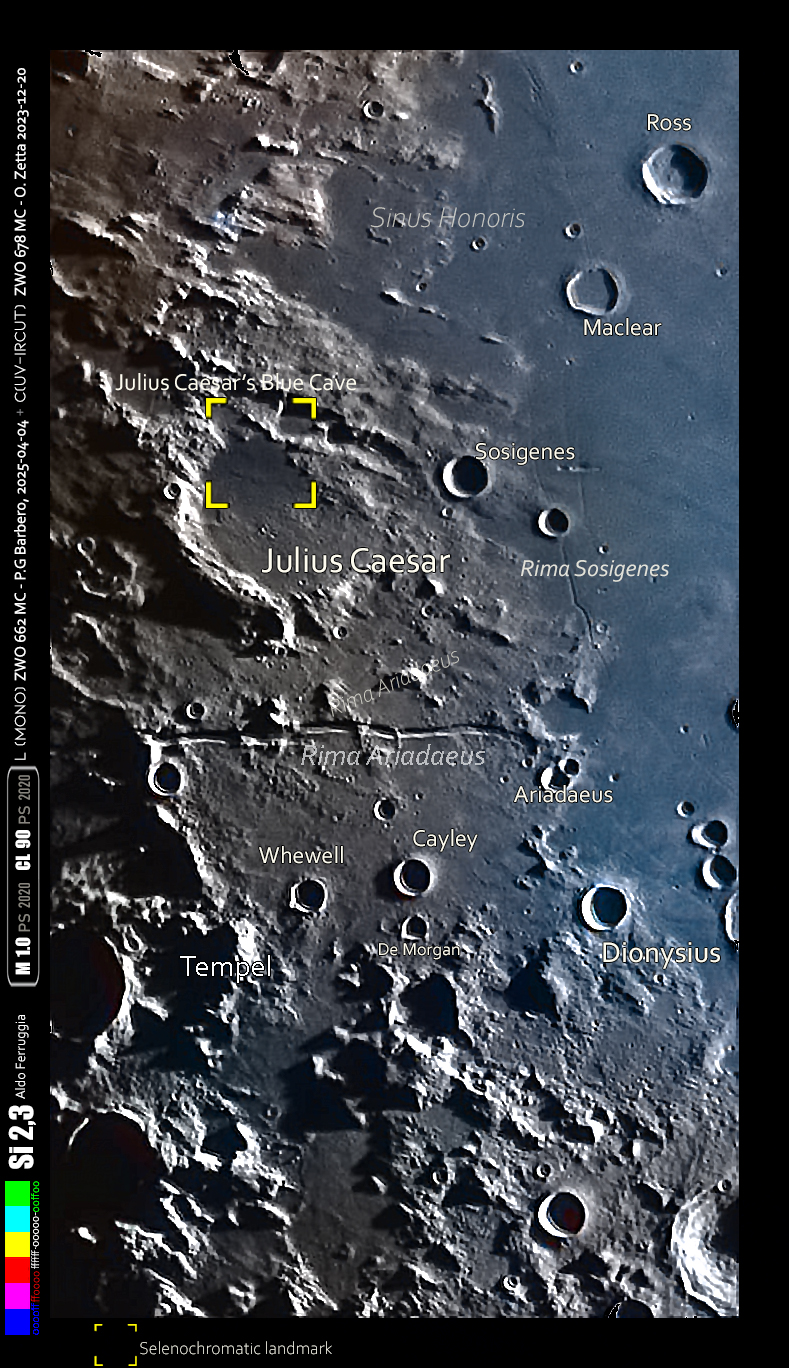
Il cratere (in alto) con le strutture vicine in una Immagine Selenocromatica (Si)

Il cratere è ricoperto da lava e il suo bordo è basso, irregolare e pesantemente danneggiato. La superficie interna è relativamente livellata, specialmente nella metà sudovest. La metà settentrionale presenta un coefficiente di albedo più alta (è quindi più scura) di quella meridionale. Più probabilmente la superficie è stata ricoperta o modificata da ejecta (detriti) provenienti dall'impatto che ha creato il vasto bacino del Mare Imbrium. Vi sono alcuni residui di crateri che si sovrappongono al bordo lungo il confine a sud e a nordest. Una bassa catena di creste attraversa la superficie lungo le sezioni nordest del cratere.
Il cratere è dedicato al generale e dittatore romano Gaio Giulio Cesare.

## Crateri correlati
Alcuni crateri minori situati in prossimità di Julius Caesar sono convenzionalmente identificati, sulle mappe lunari, attraverso una lettera associata al nome.
| Julius Caesar | Coordinate            | Diametro (in km) |
| ------------- | --------------------- | ---------------- |
| A             | 7°39′36″N 14°27′00″E  | 13,75            |
| B             | 9°45′36″N 13°56′24″E  | 6,72             |
| C             | 7°18′00″N 15°20′24″E  | 4,97             |
| D             | 7°11′24″N 16°30′36″E  | 4,54             |
| F             | 11°38′24″N 12°57′36″E | 25,06            |
| G             | 10°09′36″N 15°45′00″E | 20,15            |
| H             | 8°46′12″N 13°34′48″E  | 3,48             |
| J             | 9°18′36″N 13°40′48″E  | 3,12             |
| P             | 11°10′12″N 14°09′00″E | 36,13            |
| Q             | 12°59′24″N 13°57′00″E | 28,57            |